# Бірюков Анатолій Юхимович
Анатолій Юхимович Бірюков (нар. 3 липня 1917, тепер Мордовія, Російська Федерація — 23 вересня 2013, місто Москва, Російська Федерація) — радянський партійний діяч, завідувач відділу будівництва ЦК КПРС, заступник голови Ради міністрів Російської РФСР. Член Центральної Ревізійної Комісії КПРС у 1966—1971 роках. Депутат Верховної Ради Російської РФСР 6—7-го скликань.

## Життєпис
Закінчив технікум.
У 1937—1948 роках — виконроб, будівельний майстер, начальник будівельної дільниці, інженер, начальник планово-виробничого бюро, помічник начальника відділення залізниці.
Член ВКП(б) з 1939 року.
У 1948—1954 роках — інструктор Київського районного комітету ВКП(б) міста Москви; інструктор відділу будівництва та будівельних матеріалів Московського міського комітету ВКП(б) (КПРС).
У 1954 році закінчив вечірнє відділення Московського інституту міського будівництва при виконавчому комітеті Московської міської ради депутатів трудящих.
У 1954—1955 роках — заступник завідувача, в 1955—1959 роках — завідувач відділу будівництва та будівельних матеріалів Московського міського комітету КПРС.
20 листопада 1959 — 1960 року — секретар Московського обласного комітету КПРС.
У 1960 — липні 1964 року — секретар Московського міського комітету КПРС.
У липні 1964 — квітні 1967 року — завідувач відділу будівництва ЦК КПРС.
12 квітня 1967 — 20 травня 1971 року — заступник голови Ради міністрів Російської РФСР.
21 березня — 29 березня 1974 року — в.о. начальника, 29 березня 1974 — 30 квітня 1978 року — начальник Головного управління із будівництва інженерних споруд у місті Москві при міськвиконкомі (Головмосінжбуду).
1 травня — 27 червня 1978 року — в.о. заступника голови, 27 червня 1978 — 3 червня 1986 року — заступник голови виконавчого комітету Московської міської ради народних депутатів.
З червня 1986 року — персональний пенсіонер союзного значення в місті Москві.
З 31 травня 2001 року — член Ради Старійшин при мері Москви.
На 2006 рік — заступник начальника відділу 1-го заступника Прем'єра Уряду Москви.
Помер 23 вересня 2013 року в місті Москві. Похований на Кунцевському цвинтарі Москви.

## Нагороди
- орден Леніна (1963)
- чотири ордени Трудового Червоного Прапора (1967,)
- медалі
- Премія Ради Міністрів СРСР